# UFC 232
UFC 232: Jones vs. Gustafsson 2（ユーエフシー・ツーサーティツー：ジョーンズ・バーサス・グスタフソン・ツー）は、アメリカ合衆国の総合格闘技団体「UFC」の大会の一つ。2018年12月29日、カリフォルニア州ロサンゼルスのザ・フォーラムで開催された。

## 大会概要
本大会では、メインイベントでジョン・ジョーンズとアレクサンダー・グスタフソンによるUFC世界ライトヘビー級王座決定戦が組まれ、セミファイナルで王者クリスチャン・サイボーグと挑戦者アマンダ・ヌネスによるUFC世界女子フェザー級タイトルマッチが組まれた。

## 試合結果

### アーリープレリム
第1試合 62.1kg契約 5分3R
○  モンテル・ジャクソン vs.  ブライアン・ケレハー ×
1R 1:40 ダースチョーク
※ジャクソンの体重超過によりバンタム級から変更。
第2試合 ウェルター級 5分3R
○  カーティス・ミレンダー vs.  シアー・バハドゥルザダ ×
3R終了 判定3-0（29-28、29-28、30-27）
第3試合 ミドル級 5分3R
○  ユライア・ホール vs.  ベボン・ルイス ×
3R 1:32 KO（右フック）
第4試合 バンタム級 5分3R
○  ナサニエル・ウッド vs.  アンドレ・イーウェル ×
3R 4:12 リアネイキドチョーク

### プレリミナリーカード
第5試合 ライト級 5分3R
○  ライアン・ホール vs.  BJ・ペン ×
1R 2:46 ヒールホールド
第6試合 バンタム級 5分3R
○  ピョートル・ヤン vs.  ダグラス・シウバ・ジ・アンドラージ ×
2R 5:00 TKO（コーナーストップ）
第7試合 女子フェザー級 5分3R
○  ミーガン・アンダーソン vs.  キャット・ジンガノ ×
1R 1:01 TKO（目の負傷）
第8試合 ヘビー級 5分3R
○  ウォルト・ハリス vs.  アンドレイ・アルロフスキー ×
3R終了 判定2-1（27-30、29-28、29-28）

### メインカード
第9試合 フェザー級 5分3R
○  アレクサンダー・ヴォルカノフスキー vs.  チャド・メンデス ×
2R 4:14 TKO（左ボディーブロー→右フック→パウンド）
第10試合 ライトヘビー級 5分3R
○  コーリー・アンダーソン vs.  イリル・ラティフィ ×
3R終了 判定3-0（29-28、29-28、29-28）
第11試合 ウェルター級 5分3R
○  マイケル・キエーザ vs.  カーロス・コンディット ×
2R 0:56 キムラロック
※実際はキムラロックの様な形態の片手での腕挫手固。
第12試合 UFC世界女子フェザー級タイトルマッチ 5分5R
○  アマンダ・ヌネス vs.  クリスチャン・サイボーグ ×
1R 0:51 KO（右フック）
※ヌネスが王座獲得に成功。
第13試合 UFC世界ライトヘビー級王座決定戦 5分5R
○  ジョン・ジョーンズ vs.  アレクサンダー・グスタフソン ×
3R 2:02 TKO（パウンド）
※ジョーンズが王座獲得に成功。

### 各賞
ファイト・オブ・ザ・ナイト： アレクサンダー・ヴォルカノフスキー vs. チャド・メンデス
パフォーマンス・オブ・ザ・ナイト： アマンダ・ヌネス、ライアン・ホール
各選手にはボーナスとして5万ドルが授与された。

### カード変更
負傷などによるカードの変更は以下の通り。